# Кастаньоле Пиемонте
Кастаньо̀ле Пиемо̀нте (на италиански: Castagnole Piemonte; на пиемонтски: Castagnole, Кастаньоле) е село и община в Метрополен град Торино, регион Пиемонт, Северна Италия. Разположено е на 244 m надморска височина. Към 1 януари 2020 г. населението на общината е 2202 души, от които 174 са чужди граждани.